# Allen & Unwin
Allen & Unwin è una casa editrice australiana.
Fondata nel 1871 a Londra, è australiana da quando la casa madre britannica, Unwin Hyman, nel 1990 fu ceduta e la filiale di Sydney, resasi indipendente da Londra, rimase la legittima continuatrice societaria.

## Storia
La società fu fondata nel 1871 come George Allen & Sons, diventando poi Allen & Unwin nel 1914 come risultato dell'acquisto da parte di  Sir Stanley Unwin di una parte considerevole della società. Fra i libri di maggior successo pubblicati dalla casa editrice vi sono i lavori di J. R. R. Tolkien (fra cui Il Signore degli Anelli e Lo Hobbit); tra l'altro il figlio di Sir Stanley, Rayner S. Unwin,  da bambino aveva recensito Lo Hobbit.
I dirigenti australiani divennero i soli proprietari del nome della Allen & Unwin quando la Unwin Hyman fu ceduta ad HarperCollins nel 1990. I suoi uffici di Londra sono stati per lungo tempo al numero 40 di Museum Street.